# La Petite-Boissière
La Petite-Boissière település Franciaországban, Deux-Sèvres megyében. Lakosainak száma 625 fő (2022. január 1.). La Petite-Boissière Mauléon, Combrand, Montravers és Saint-Amand-sur-Sèvre községekkel határos.

## Népesség
A település népességének változása:
| Lakosok száma | 653  | 648  | 655  | 634  | 629  | 630  | 633  | 633  | 625  |
|               | 2013 | 2015 | 2016 | 2017 | 2018 | 2019 | 2020 | 2021 | 2022 |